# Кольцатый, Аркадий Николаевич
Арка́дий Никола́евич Кольца́тый (Кальца́тый, настоящее имя Абра́м Ко́пелевич Калца́тый; 1 [14] сентября 1904, Одесса, Херсонская губерния — 1 августа 1995, Лос-Анджелес, Калифорния) — советский кинорежиссёр и оператор. Заслуженный артист Белорусской ССР (1935), заслуженный деятель искусств РСФСР (1968), лауреат трёх Сталинских премий (1946, 1951, 1952).

## Биография
Родился 1 сентября (по старому стилю) 1904 года в Одессе, в семье оргеевского мещанина, зубного техника Копеля Абрамовича Калцатого (1877—1963) и Хавы Меер-Шмулевны Калцатой (в девичестве Дивинец, 1 июня 1884, Одесса — 1963), дочери антопольского мещанина, заключивших брак там же 24 февраля 1902 года. В Одессе же окончил четыре класса школы. В Петрограде семье поселилась в начале 1920-х годов
В 1927 году окончил операторское отделение Ленинградского фототехнического института и отделение кинорежиссуры Высших курсов Ленинградского института истории искусств. С 1927 года — помощник оператора, затем второй оператор у Николая Козловского на ленинградском отделении студии «Белгоскино» (этот период работал под именем Аркадий Кальцатый). В 1930 году самостоятельно снял документальную картину «Завоёванная земля» и в том же году первую художественную — «Рубикон». В 1932 году дебютировал как второй режиссёр на картине «Слава мира». Работал также на студии «Рекламфильм» (с 1940 года — Ленинградская киностудия малых форм). Жил на Фонтанке, № 30.
В течение многих лет был главным оператором на картинах режиссёра Фридриха Эрмлера.
Фильм «Сквозь ледяную мглу» (1965) принёс Кольцатому как режиссёру первую премию IV Международного фестиваля телевизионных фильмов в Александрии (Египет) по категории художественных фильмов.
В 1981 году вместе с семьёй эмигрировал в США, жил в Нью-Йорке и Лос-Анджелесе (Западный Голливуд). Скончался 1 августа 1995 года в Лос-Анджелесе.

### Семья
- сын — Александр Абрамович Кальцатый (англ. Alexander Calzatti, род. 2 июня 1935), окончил операторский факультет ВГИКа в 1958 году, работал на «Мосфильме», в 1970-е годы эмигрировал[8]. В 2000-е годах жил и работал в Лос-Анджелесе (США)[13].

## Фильмография

### Оператор
- 1929 — Сосны шумят (совместно с Н. Козловским)
- 1930 — Завоёванная земля (документальный)
- 1930 — Рубикон
- 1931 — Ураган
- 1932 — Первый взвод
- 1932 — Слава мира
- 1934 — Женитьба Яна Кнукке (совместно с А. Гинцбургом)
- 1934 — Поручик Киже
- 1935 — Путь корабля (совместно с Е. Мегденом, М. Тейтельбаумом)
- 1936 — Дети капитана Гранта
- 1937 — Великий гражданин
- 1940 — Музыкальная история
- 1941 — Антон Иванович сердится (оператор-консультант)
- 1941 — Киноконцерт 1941 года (совместно с В. Левитиным)
- 1942 — Непобедимые (совместно с М. Магидом)
- 1944 — Малахов курган
- 1945 — Великий перелом (совместно с Н. Шифриным)
- 1947 — Поезд идёт на восток (совместно с И. Гелейном)
- 1947 — Солистка балета
- 1948 — Три встречи (совместно с Е. Андриканисом, И. Гелейном, Ф. Проворовым)
- 1950 — Великая сила
- 1951 — Тарас Шевченко (совместно с Д. Демуцким и И. Шеккером)
- 1952 — Покорители вершин (совместно с Г. Рейсгофом)
- 1956 — Карнавальная ночь
- 1956 — Триста лет тому…
- 1957 — Дорога на фестиваль (совместно с А. Саранцевым)
- 1957 — Поединок
- 1958 — Шли солдаты…
- 1959 — В едином строю
- 1961 — Вольный ветер
- 1962 — 49 дней
- 1965 — Сквозь ледяную мглу
- 1966 — Нет и да (стереоскопический; совместно с К. Новиковым)
- 1974 — Самый жаркий месяц (совместно с И. Миньковецким, В. Шуваловым)

### Режиссёр
- 1963 — Домик в дюнах (совместно с А. Маркеловым)
- 1964 — Ираклий Андроников рассказывает
- 1965 — Сквозь ледяную мглу (совместно с Л. Рудником)
- 1965 — Пограничная тишина
- 1966 — Нет и да (стереоскопический)
- 1968 — Таинственный монах (стереоскопический)
- 1969 — Старый знакомый (совместно с И. Ильинским)
- 1976 — «SOS» над тайгой (совместно с В. Перовым)

## Награды и премии
- заслуженный артист Белорусской ССР (1935)[14];
- орден «Знак Почёта» (23 мая 1940) за картину «Великий гражданин» (1937)[15];
- медаль «За доблестный труд в Великой Отечественной войне 1941-1945 гг.» (1945)[источник не указан 1214 дней];
- Сталинская премия первой степени (1946) — за фильм «Великий перелом» (1945)[14];
- Сталинская премия третьей степени (1951) — за фильм «Великая сила» (1950)[14];
- Сталинская премия первой степени (1952) — за фильм «Тарас Шевченко» (1951)[14];
- заслуженный деятель искусств РСФСР (1968)[8][16].